# Mohammad Shahjahan
Mohammad Shahjahan (sinh ngày 3 tháng 10 năm 2000) là một cầu thủ bóng đá người Ấn Độ hiện tại thi đấu ở vị trí tiền vệ cho Delhi United, cho mượn từ Minerva Punjab.

## Sự nghiệp câu lạc bộ
Shahjahan gia nhập đội bóng I-League 2nd Division Delhi United theo dạng cho mượn cả mùa giải vào tháng 2 năm 2018. Tuy nhiên, vào tháng 5 năm 2018, anh trở lại câu lạc bộ chủ quản, Minerva Punjab.

## Thống kê sự nghiệp

### Câu lạc bộ
Tính đến 27 tháng 5 năm 2018.
| Câu lạc bộ     | Mùa giải     | Giải vô địch | Giải vô địch | Giải vô địch | Cúp     | Cúp       | Châu lục | Châu lục  | Khác    | Khác      | Tổng    | Tổng      |
| Câu lạc bộ     | Mùa giải     | Hạng đấu     | Số trận      | Bàn thắng    | Số trận | Bàn thắng | Số trận  | Bàn thắng | Số trận | Bàn thắng | Số trận | Bàn thắng |
| -------------- | ------------ | ------------ | ------------ | ------------ | ------- | --------- | -------- | --------- | ------- | --------- | ------- | --------- |
| Minerva Punjab | 2017–18      | I-League     | 1            | 0            | 0       | 0         | –        | –         | 0       | 0         | 1       | 0         |
| Career total   | Career total | Career total | 1            | 0            | 0       | 0         | 0        | 0         | 0       | 0         | 1       | 0         |

Notes